# Altstädter Kirchgasse 1 (Hofgeismar)

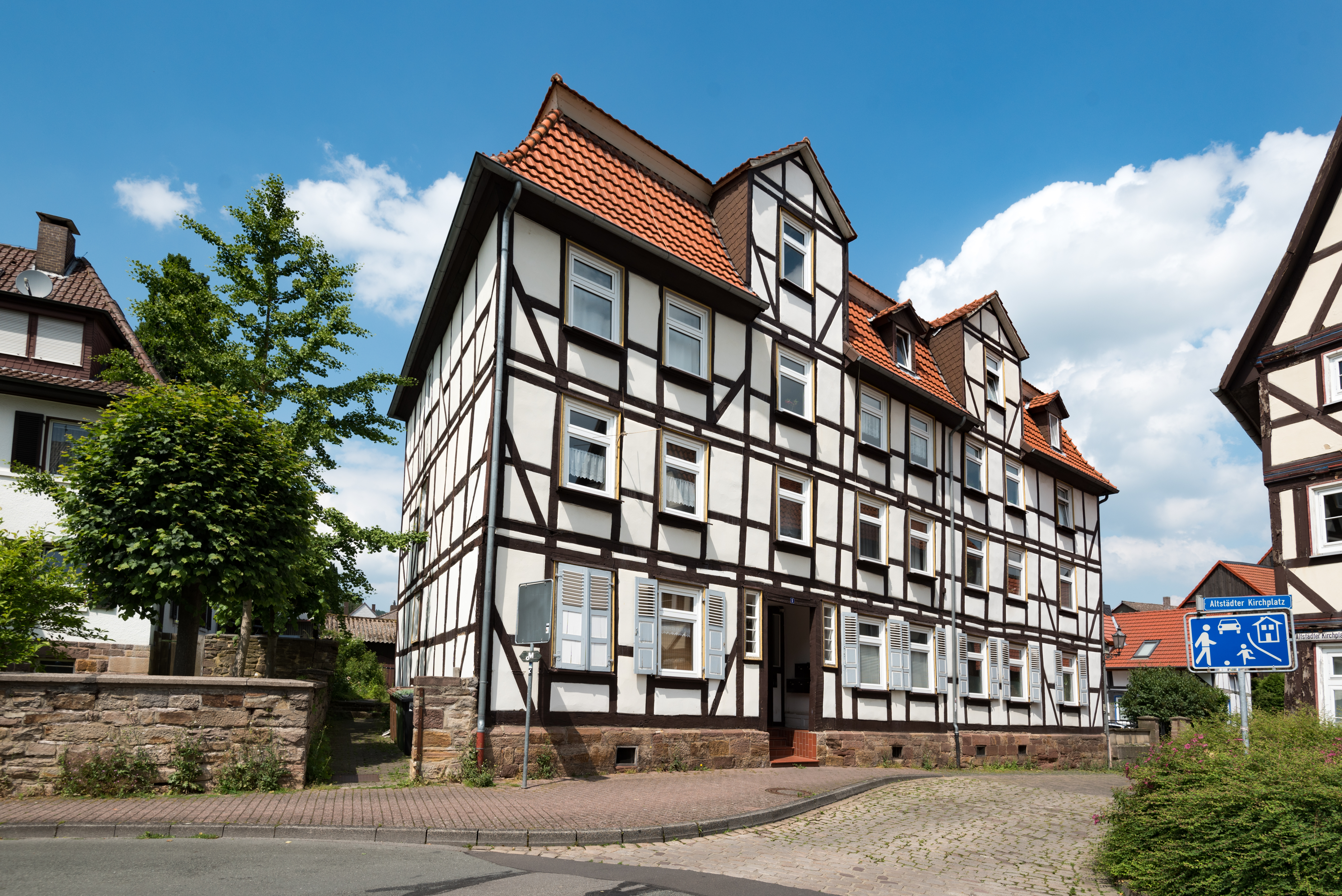
Gebäude Altstädter Kirchgasse 1 in Hofgeismar

Das Gebäude Altstädter Kirchgasse 1 in Hofgeismar, einer Stadt im Landkreis Kassel in Nordhessen, wurde in der ersten Hälfte des 19. Jahrhunderts errichtet. Das Fachwerkhaus ist ein geschütztes Kulturdenkmal.
Der dreigeschossige, traufständige Rähmbau mit Mansardwalmdach hat acht Fensterachsen und ein regelmäßiges Fachwerkgefüge. Die zwei Zwerchhäuser an der Straßenseite, davon eines über der Eingangsachse, sind symmetrisch angelegt.
Als raumbegrenzender Bestandteil an der Einmündung in den Altstädter Kirchplatz ist das Gebäude von städtebaulicher Bedeutung.